# Фофановская волость
Фофановская волость — волость в составе Клинского уезда Московской губернии. Существовала до 1929 года. Центром волости была деревня Фофаново.
По данным 1924 года в Фофановской волости было 5 сельсоветов: Безбородовский, Леоновский, Ново-Завидовский, Савинский и Селиверстовский.
В 1925 году Безбородовский с/с был переименован в Демидовский, а Селиверстовский — в Ново-Селиверстовский. Ново-Завидовский с/с был упразднён. Образованы Тешиловский и Фофановский с/с.
В 1926 году Ново-Селиверстовский с/с был переименован в Селиверстовский. Упразднён Тешиловский с/с.
В 1927 году Демидовский с/с был переименован в Безбородовский.
В 1929 году Фофановская волость включала 5 с/с: Безбородовский, Леоновский, Савинский, Селиверстовский и Фофановский.
В ходе реформы административно-территориального деления СССР в 1929 году Фофановская волость была упразднена.